# Abadía de Susteren
La abadía de Susteren o bien la iglesia de Santa Amalberga  (en neerlandés: Abdij van Susteren) es una antigua abadía benedictina de Susteren cerca de Roermond, Limburgo, Países Bajos fundada en el siglo VIII. La antigua iglesia abacial es ahora la basílica de San Amalberga.

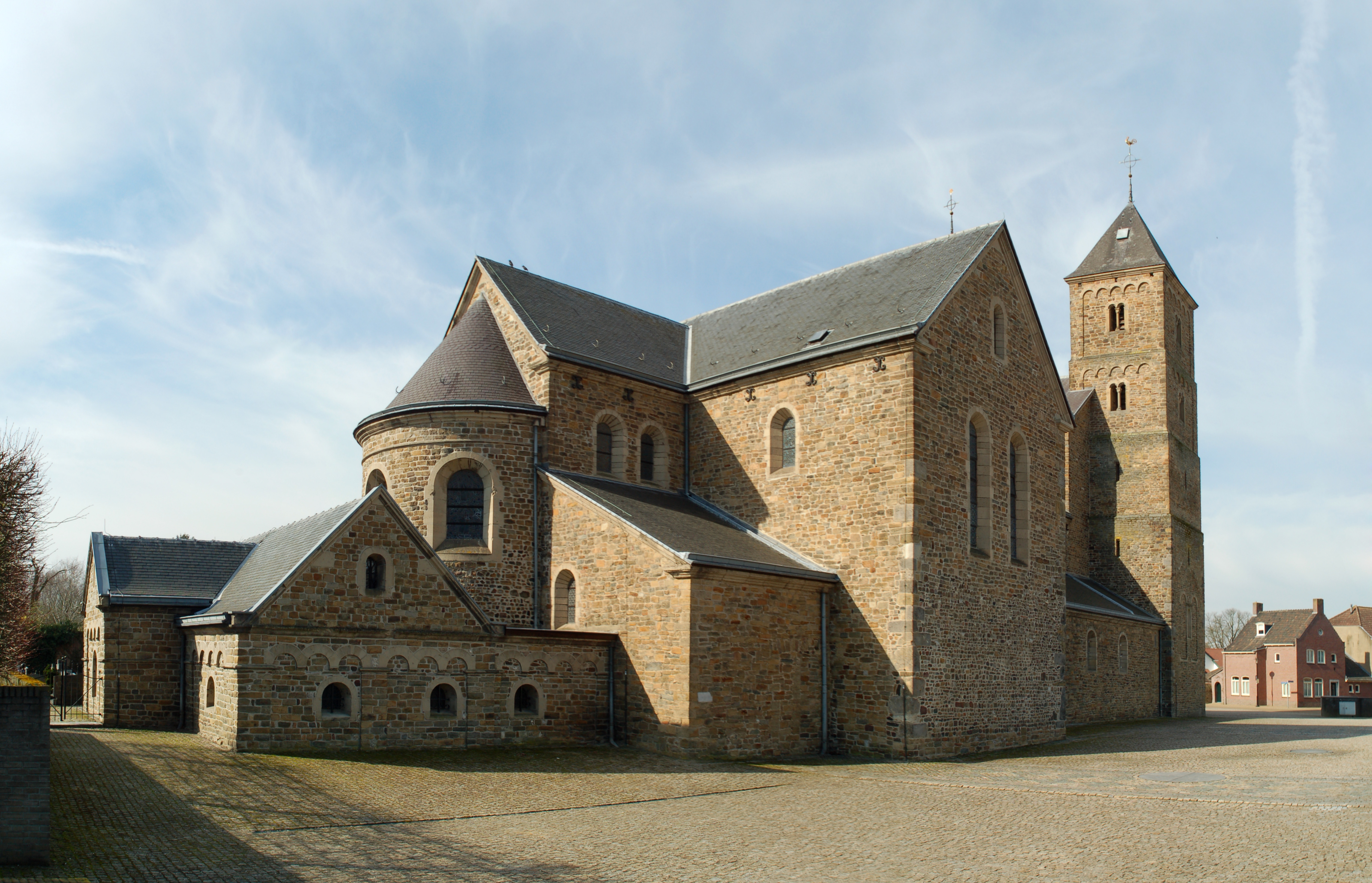
Imagen de la abadía

A principios del 714 Pipino de Herstal y su esposa Plectruda  enviaron cartas a san Willibrord para la protección del monasterio, lo que permitió la libre elección de los abades. La fundación benedictina sirvió de refugio a los misioneros que trabajaban en Frisia y Holanda.
La abadía fue suprimida a finales del siglo XVIII, cuando la Revolución francesa se extendió a los Países Bajos. La iglesia permaneció en pie.
La iglesia abacial, construida en el siglo XI, es uno de los principales ejemplos de la arquitectura románica en los Países Bajos, aunque empañada por una mala restauración en 1885-1890. Estuvo claramente influenciada por la iglesia de la abadía de Essen. Se dedicó a Amelberga en 1886, después de la autenticación de las reliquias que se mantienen aquí. El 6 de septiembre de 2007, la iglesia fue declarada basílica menor.